# Evert van Lopik
Evert van Lopik (Giessendam, 13 november 1946) is een Nederlands kunstschilder, monumentaal vormgever en grafisch ontwerper uit Hardinxveld-Giessendam.

## Leven en werk
Tijdens zijn opleiding aan de Academie voor Beeldende Kunsten te Rotterdam had Kees Franse als docent veel invloed op hem.
Naast schilderen werkt Van Lopik met hout. Dit materiaal intrigeerde hem vanaf het begin in hoge mate en bleef hem gedurende zijn carrière inspireren. Details zijn voor hem onbelangrijk: het gaat hem om het grote geheel, waarin hij met verf, krijt of houtskool in houtreliëfs een vertaling maakt van zijn eigen doorleefde werkelijkheid.
Net als Franse die ook geïnspireerd was door zijn directe omgeving, zoals appels, peren en poppen, is Van Lopik geboeid door het landschap van de Alblasserwaard, zijn leef- en werkomgeving. De geschilderde landschappen met koeien hebben een sterk expressieve en figuratieve inslag.
Koeien figureren in veel van zijn landschappen. "De beweging en verschuiving van vormen op dat groene gras, van een gevlekte koe of groepen van deze dieren, van licht en schaduw, boeit en verwondert mij, aldus de kunstenaar."
In zijn landschapschilderkunst is de koe teruggebracht tot vaak niet meer dan enkele zwart-wit gevlekte strepen en is de omgeving met grote heldere kleurvlakken aangebracht: "Die manier van werken is ontstaan toen ik het werk van Gerrit Benner leerde kennen. Die sterk gevoelsmatige kleuren, de gebondenheid aan een thema. Dat heeft mij enorm gestimuleerd. Ik ben in mijn werk niet eens zo geïnteresseerd in de koe op zich, maar meer in een picturaal illusionisme, dat zijn mijn schilderkunstige uitgangspunten."
Zijn werk balanceert steeds op de rand van abstractie: het is herkenbaar, maar niet de zichtbare werkelijkheid.
Het werk van Evert van Lopik draagt ertoe bij dat de beschouwer met andere ogen naar het Hollandse polderlandschap gaat kijken.
In zijn houtreliëfs geeft hij meer een maatschappelijke stellingname weer. Dat de koe dikwijls te lijden heeft van menselijke beslissingen, zoals ruimingen na uitbraak van veeziektes en het dier plezierobject is van de mens, zoals nog steeds in de arena's het geval is.
In zijn monumentale werk zijn vaak de geometrische vormen het basisuitgangspunt. Verandering en beweging zijn daarbij belangrijke beeldaspecten die als uitgangspunt dienen. Ook voegt hij soms kleur toe als de opdracht zich daarvoor leent.

## Werken (selectie)
Van Lopik zijn werk bevindt zich in verschillende privé- en bedrijfscollecties, o.a. in die van
- Douwe Egberts
- Volkswagen
- NOC - NCW Brussel

Een selectie van uitgevoerde opdrachten:
- 1971 - keramisch reliëf, Hervormd Centrum Hardinxveld-Giessendam
- 1973 - integratieproject basisschool, Hardinxveld-Giessendam
- 1974 - wandplastiek staal, sporthal Boven-Hardinxveld
- 1976 - scheidingswand staal/baksteen, Drievriendenhof Dordrecht*
- 1978 - baksteen reliëf, basisschool Ridderkerk
- 1979 - houten scheidingswand in kleur, basisschool Dordrecht
- 1980 - baksteen keermuur + kleur/lichtzuilen, Sociale Dienst Dordrecht (in samenwerking met de beeldhouwer Henk van Bennekum)
- 1981 - staalplastiek + bestrating, Sumatraplantsoen Amsterdam*
- 1982 - staalplastiek, basisschool Ridderkerk
- 1982 - staalplastiek, Wijkactiviteitencentrum Ridderkerk
- 1983 - staalplastiek, basisschool Dordrecht
- 1984 - staalplastieken, basisschool Amsterdam
- 1988 - staalplastiek, basisschool Gorinchem
- 1988 - baksteen liftschachtwand - staalplastiek + wandschildering, Gemeentehuis Hardinxveld-Giessendam
- 1992 - keramisch reliëf, basisschool Rotterdam
- 1992 - staalplastiek, Leerdam
- 1993 - staalplastiek/fontein, Hardinxveld-Giessendam
- 1996 - keramisch reliëf, basisschool Hardinxveld-Giessendam
- 2003 - houtreliëf, Rabobank Hardinxveld-Giessendam
- 2007 - ontwerp bestrating parkeerterrein + omgeving, Rabobank Wageningen
- 2011 - staalplastiek/cortenstaal, jubileumgeschenk Constructiebedrijf Buijk aan Gemeente H-G
- 2012 - fotowand in reliëf, hoofdkantoor Damen Shipyards Gorinchem

## Exposities
- De Doelen - Rotterdam
- Stichting Cosa - Delft
- De Nieuwe Doelen - Gorinchem
- Ina Broerse - Laren
- Galerie De Vis - Harlingen
- Galerie De Vlierhove - Blaricum
- Kasteel Groeneveld - Baarn
- Stadsgalerie - Woudrichem
- Museum De Koperen Knop - Hardinxveld-Giessendam
- Gorcums Museum - Gorinchem
- Domani - Venlo

## Boeken
Naast het maken van schilderijen en houtreliëfs en monumentaal werk in opdracht, heeft Evert van Lopik boeken vormgegeven, voornamelijk historische boeken. Het begon met het vormgeven van de omslagen van de Historische Reeks, een uitgave van de Historische Vereniging van Hardinxveld-Giessendam. Daarna volgden boeken, brochures en affiches voor anderen. De boeken hebben over het algemeen een geschiedkundige inhoud. Meestal werkt hij samen met de Hardinxveldse tekstschrijver Dick de Jong.
Een aantal boeken die Evert Van Lopik heeft vormgegeven:
- 1995 Vergaard, bewaard, beheerd, Hoogheemraadschap Alblasserwaard en de Vijfheerenlanden, Huib de Kok e.a.
- 1992 Wonen aan Giessen en Merwede, Dick de Jong
- 1993 Herberg De Zwaan, een historisch en archeologisch onderzoek, M.J.A. de Haan
- 2002 Scheepswerf DAMEN, 75 jaar, Dick de Jong
- 2002 Scheepswerf de Merwede 1912-2002, Dick de Jong
- 2003 Boer en Boerderij in de Alblasserwaard en de Vijfheerenlanden, Huib de Kok
- 2005 Een parochiekerk aan de Giessen, Dick de Jong
- 2005 Kleur op boerderijen, Bureau Helsdingen
- 2006 Evert van Lopik, schilderijen en tekeningen, Ben Hupkens
- 2007 Maas en Merwe Historie Stoomboot-Reederij Fop Smit & Co, Willem J.J. Boot
- 2008 Fotoboek Boerenhofsteden uitgave van Boerderij en Erf, Alblasserwaard en de Vijfheerenlanden, tekst Dick de Jong - foto's van Evert van Lopik
- 2008 Gekleed in de Waard, overzicht streekkleding 19e en 20e eeuw, Herman Roza
- 2008 Van Molens en Mensen, fotografie Evert van Lopik en Ad van der Vliet - tekst Dick de Jong
- 2010 Fotoboek De Giessen. Foto's Ad van der Vliet, tekst Dick de Jong
- 2011 De Koperen Knop, Huib de Kok

## Fotogalerij

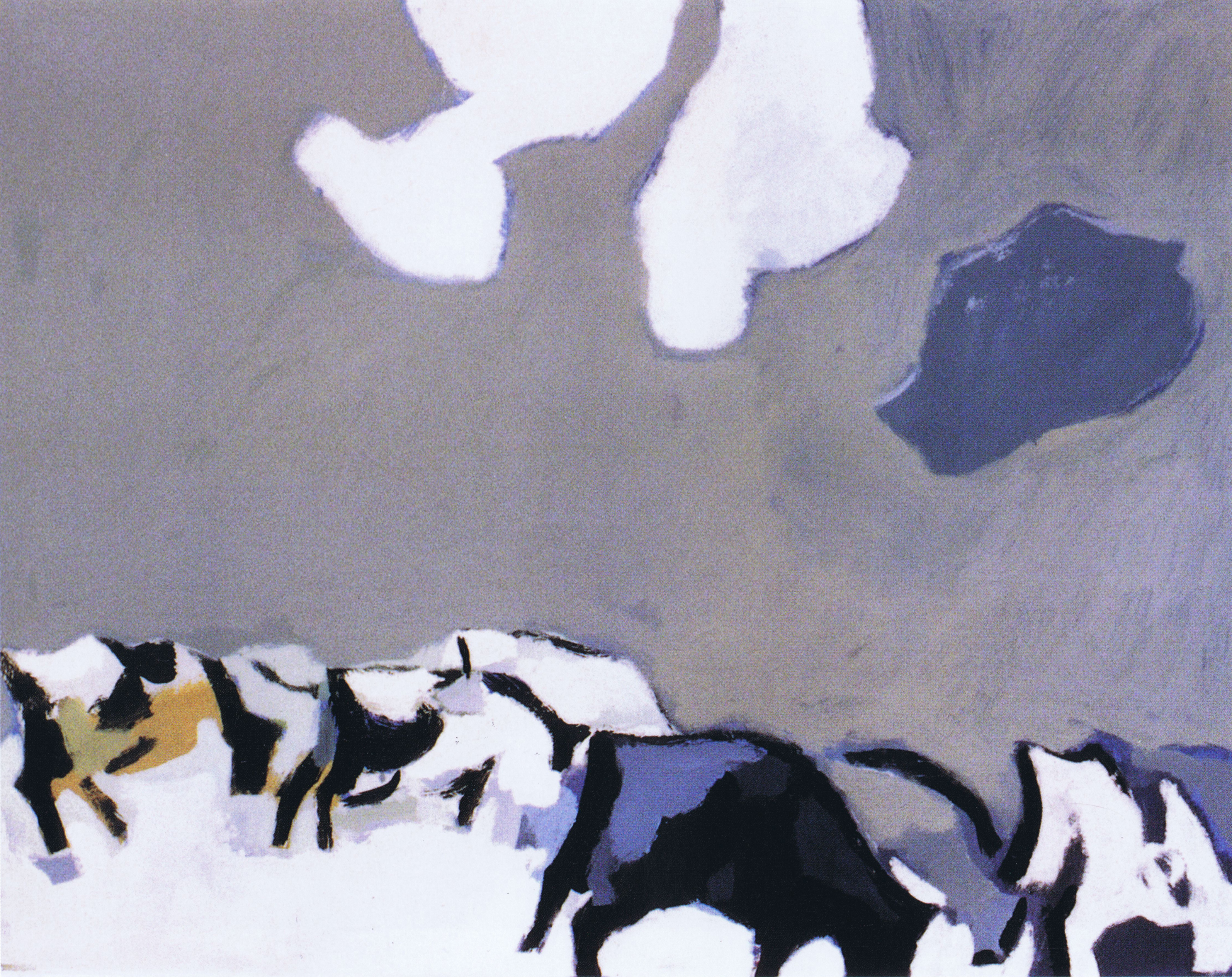
Landschap met koeien acryl op karton (2003)
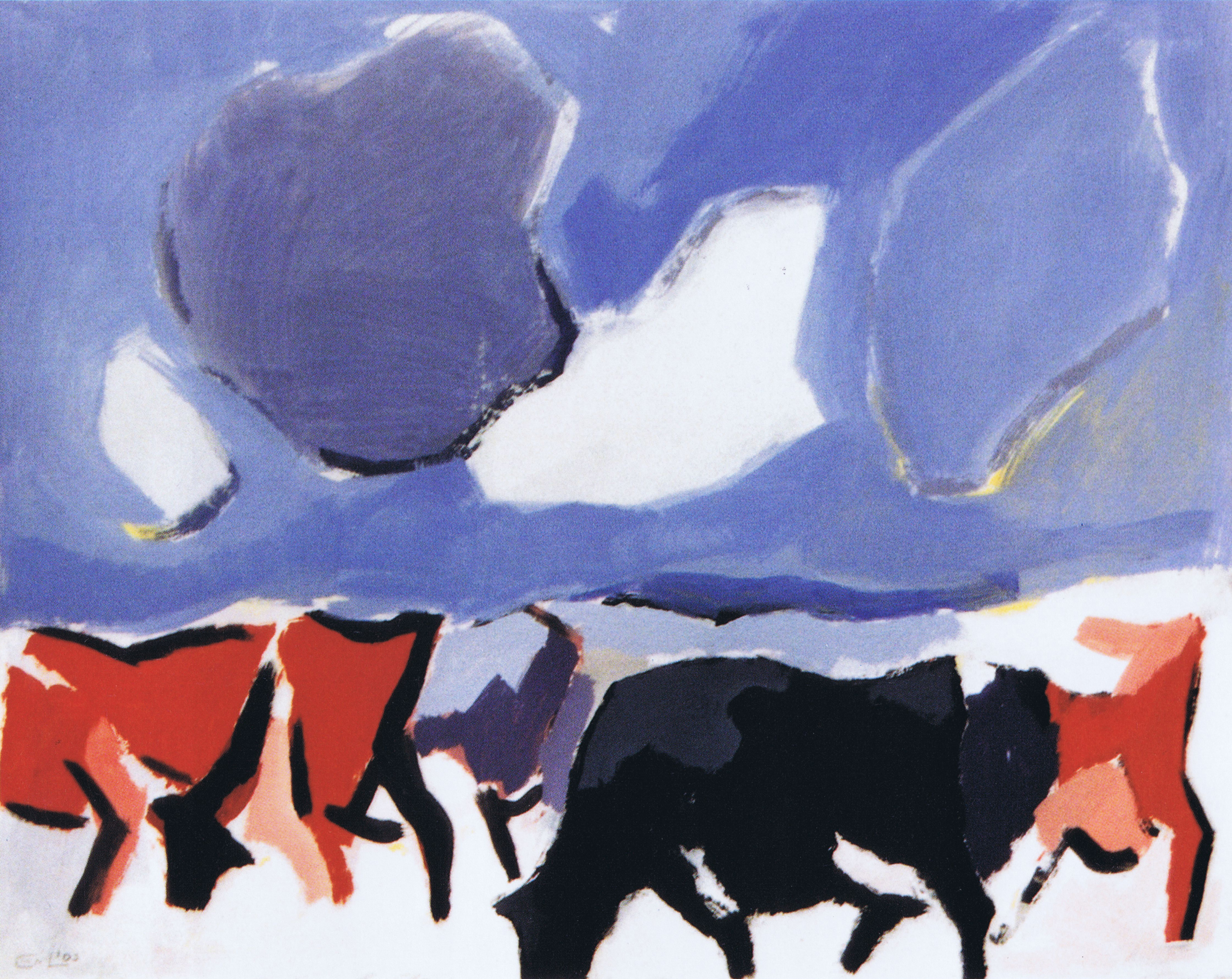
Roodbont - Zwartbont acryl op karton (2003)
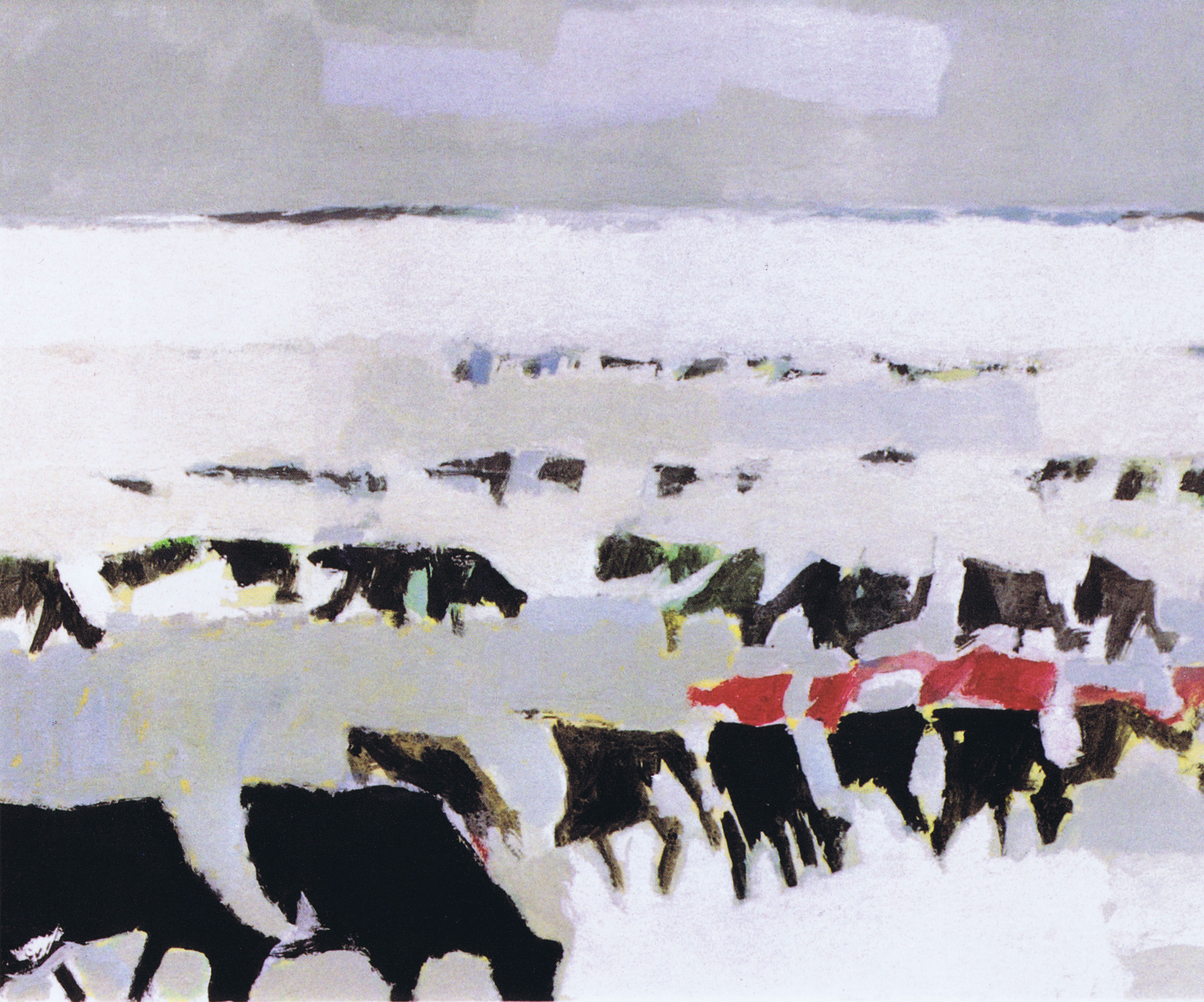
Landschap met koeien acryl op karton (2004)
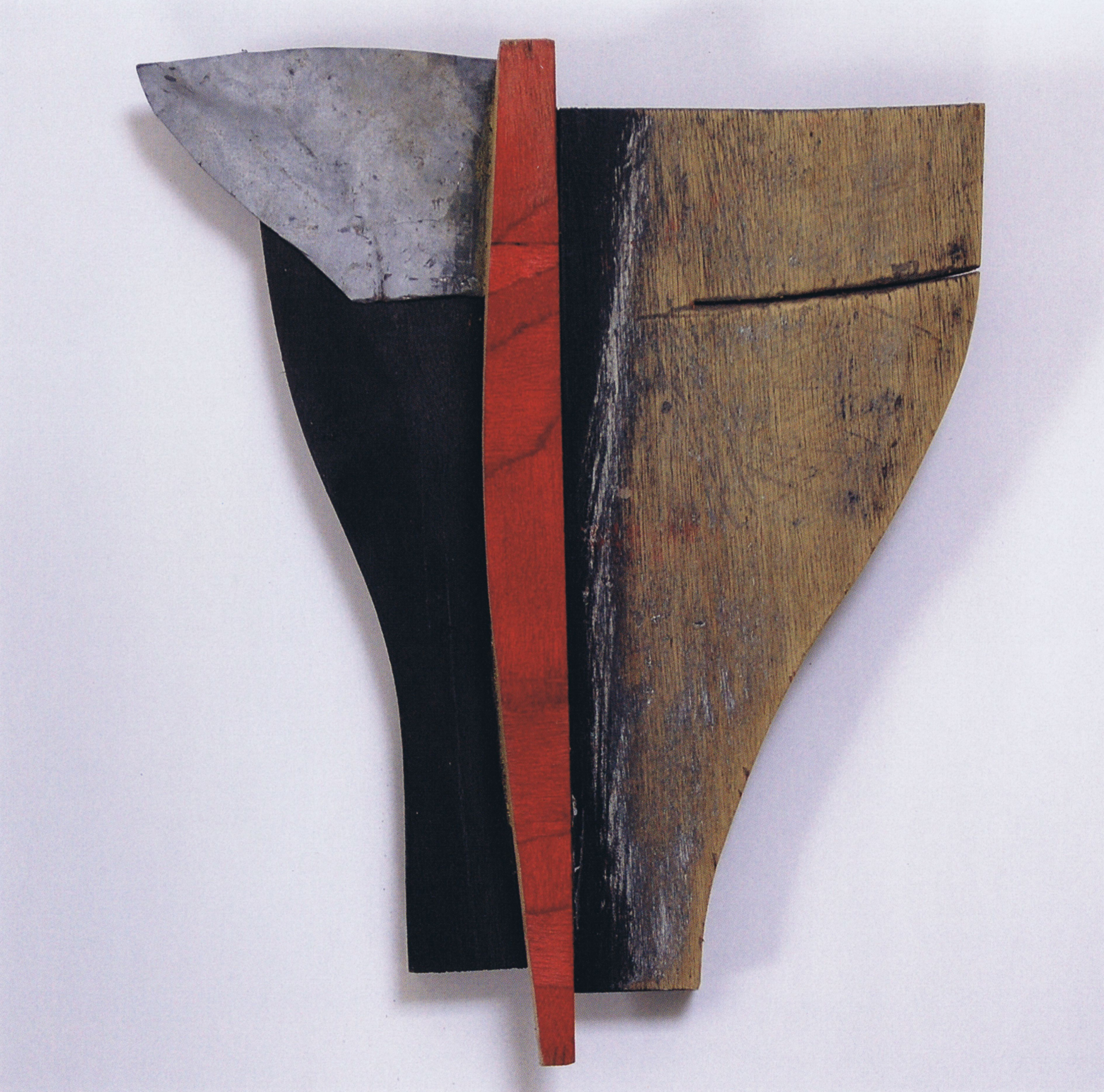
Slachthuis (2005)
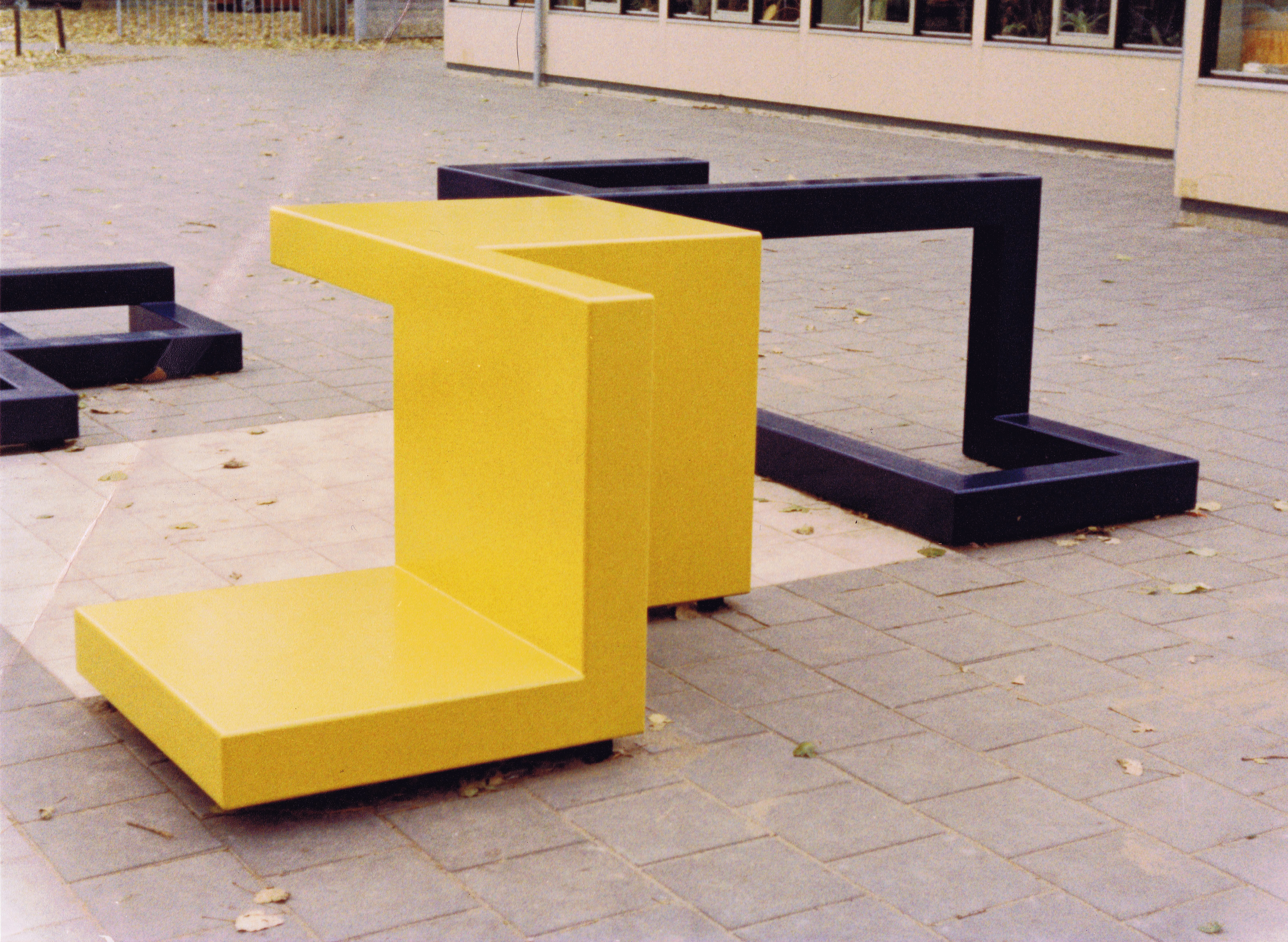
Staalplastiek Dordrecht (1983)
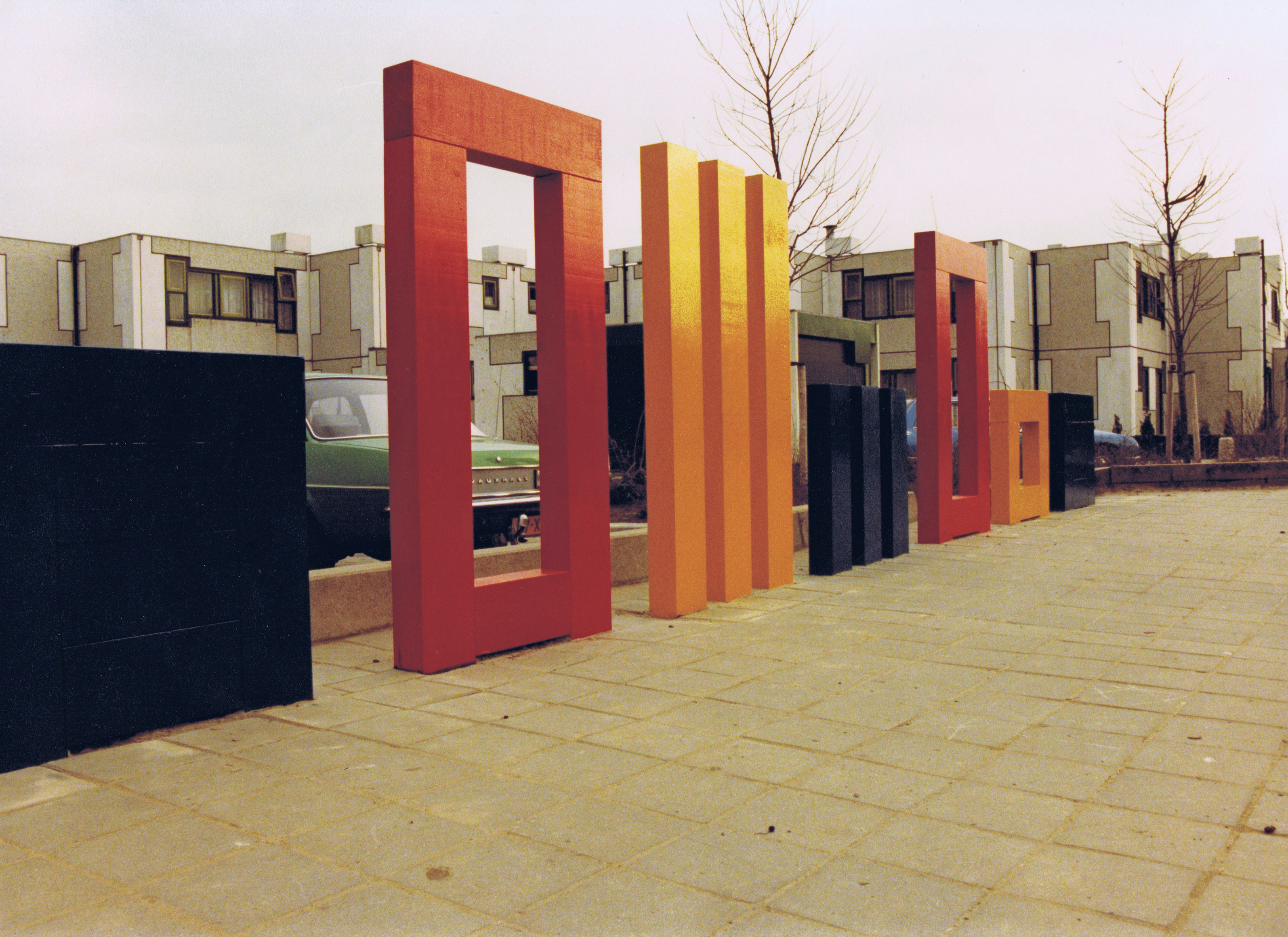
Afscheiding schoolplein Dordrecht (1979)
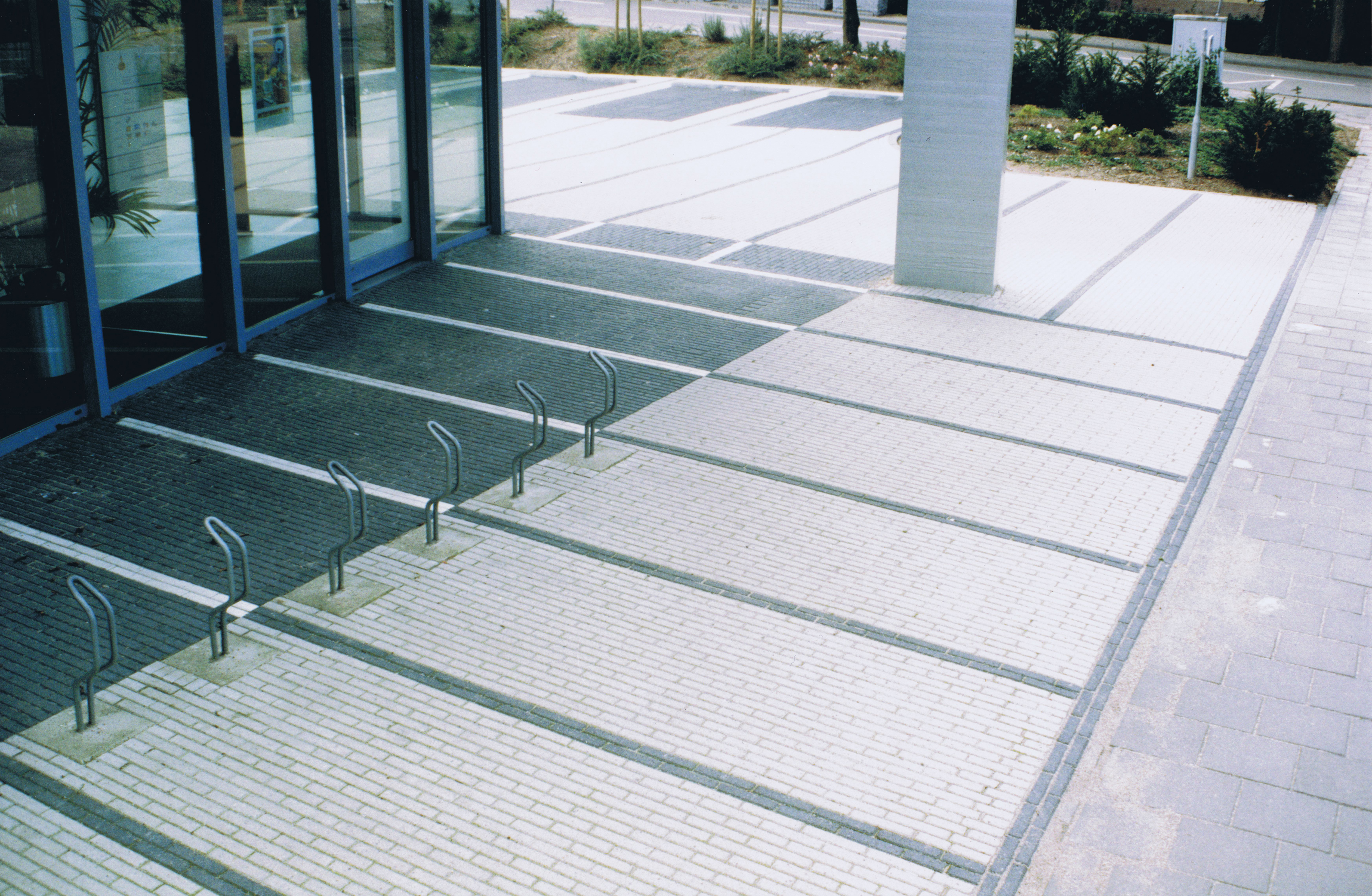
Bestrating Bankgebouw (1998)
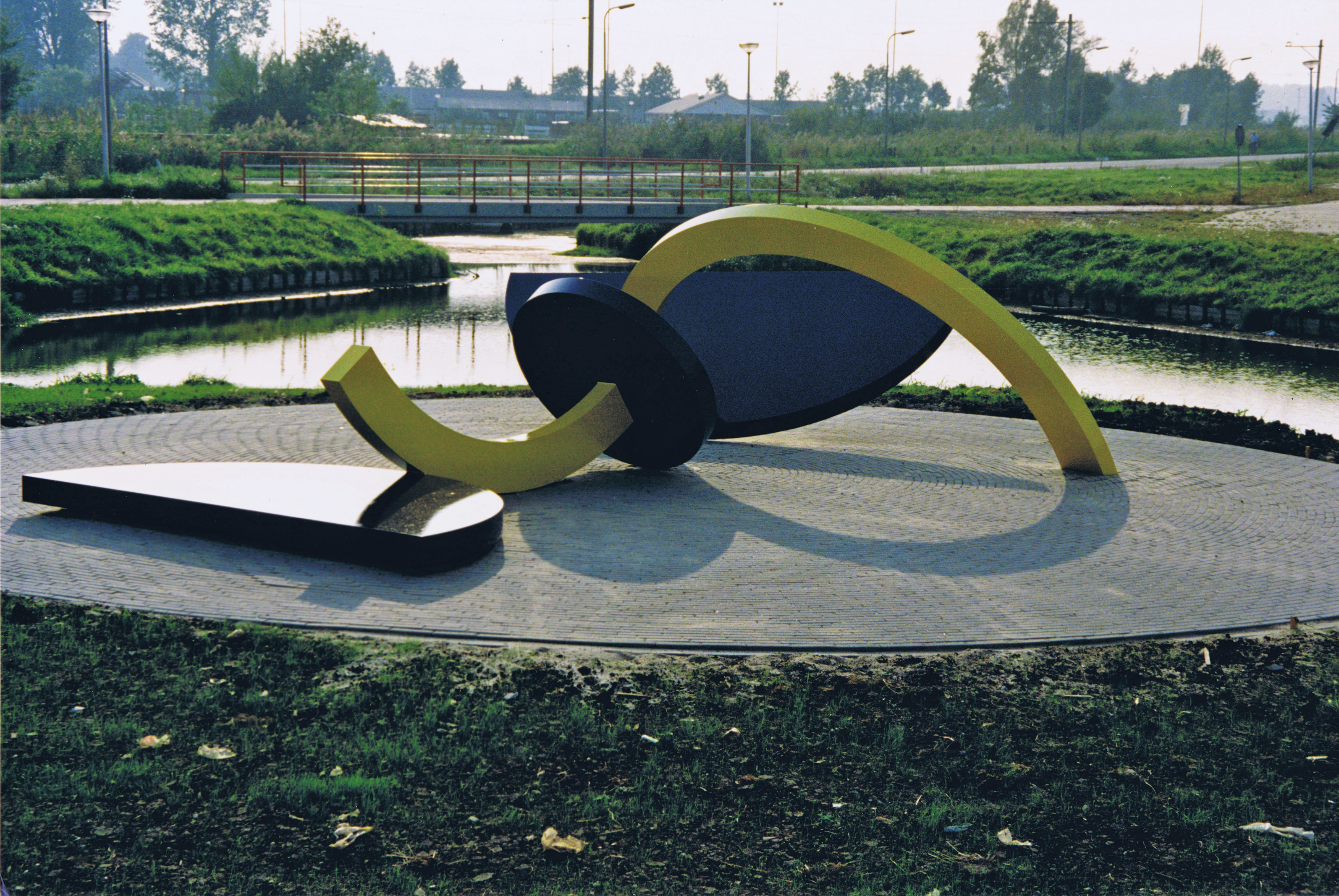
Staalplastiek Leerdam (1992)
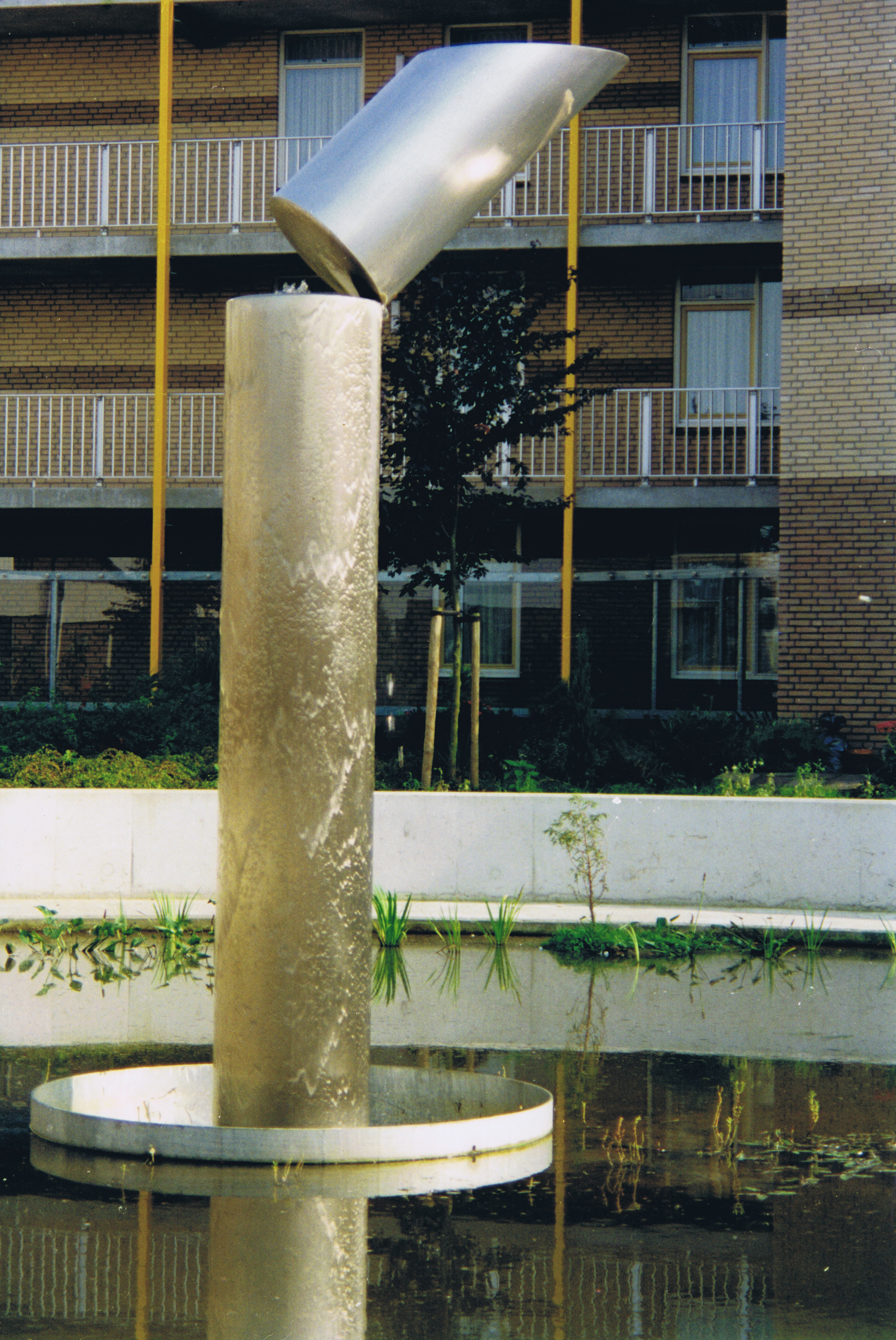
Staalplastiek fontein Hardinxveld-Giessendam (1993)
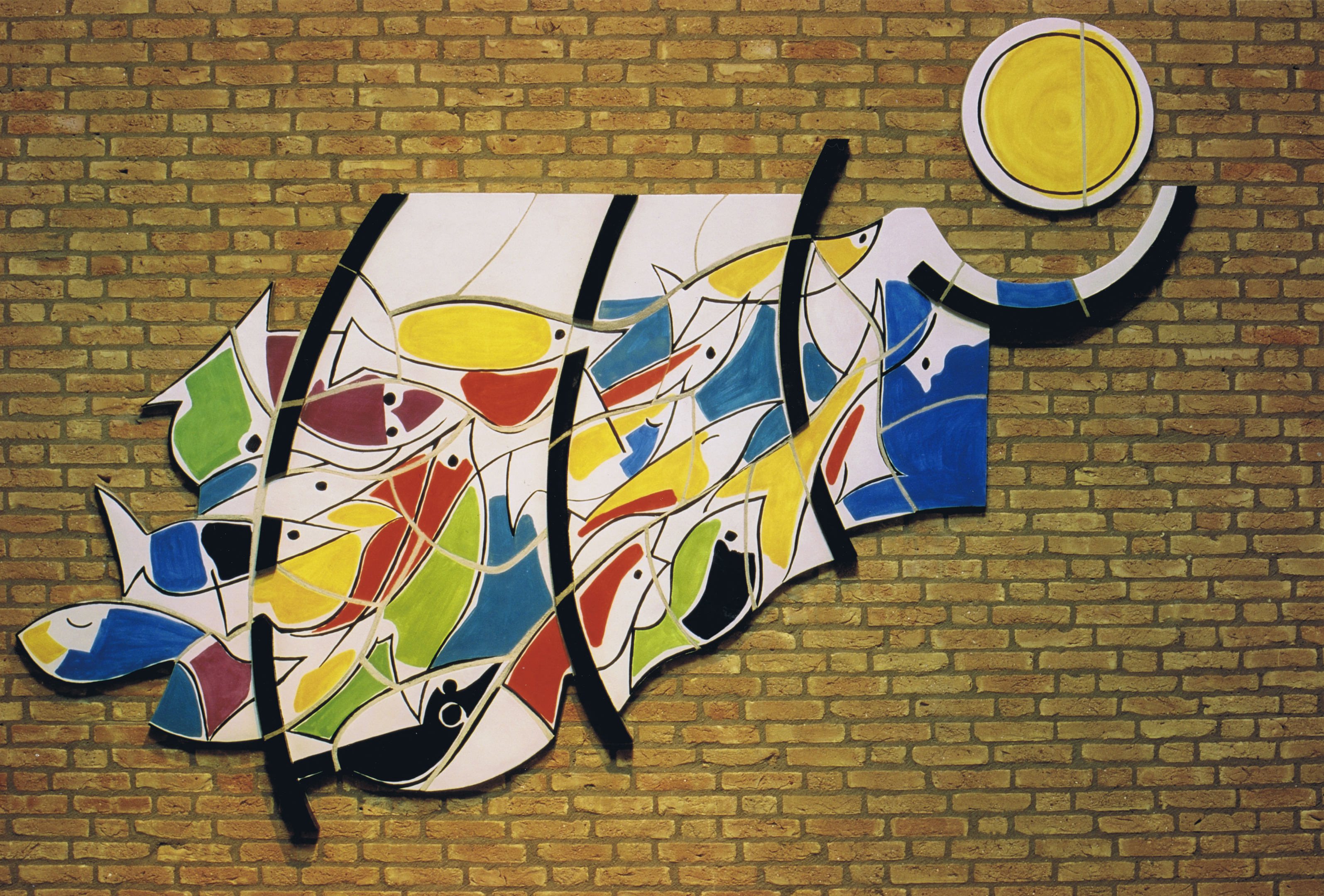
Keramisch reliëf basisschool (1996)
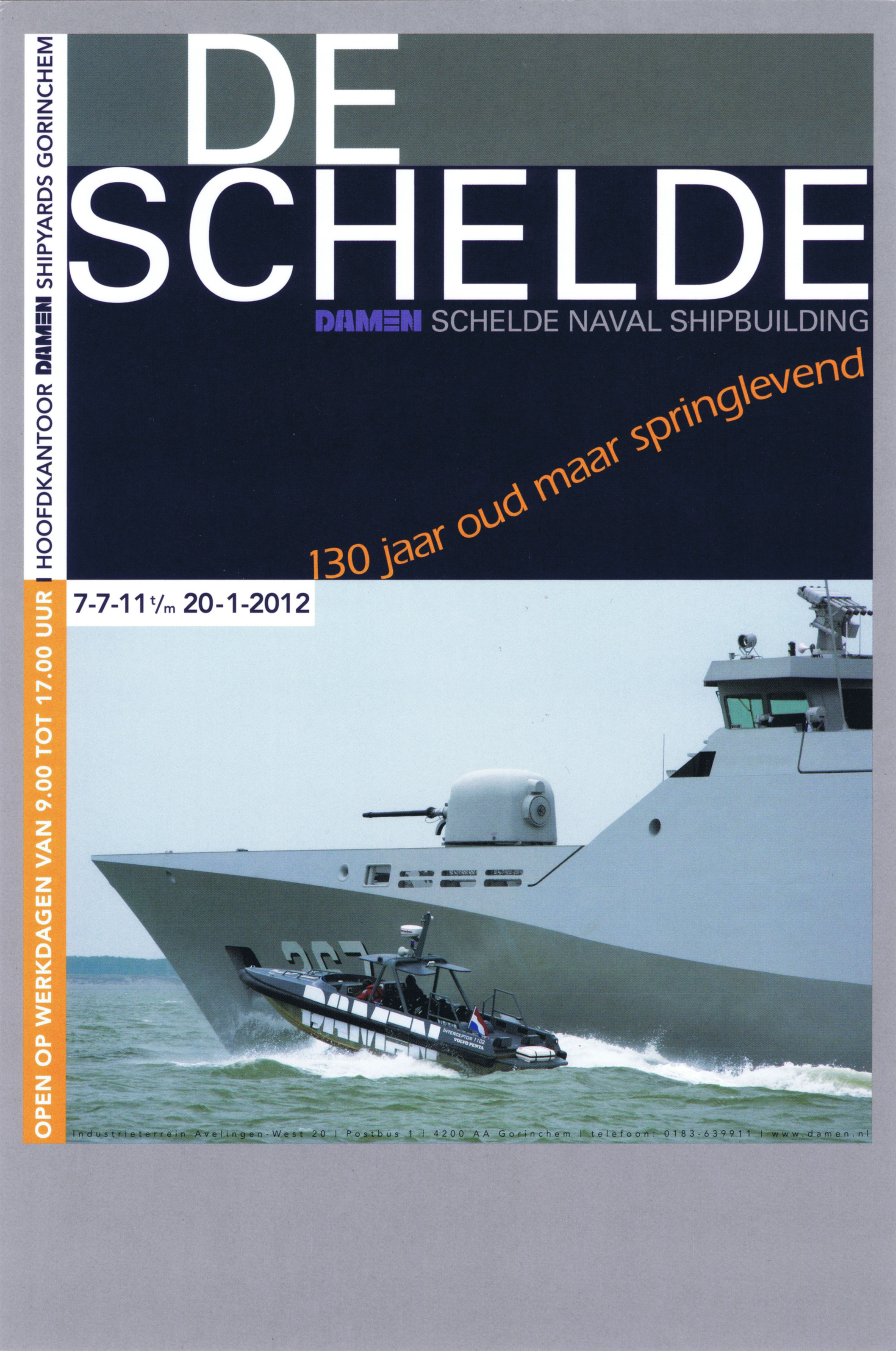
Affiche expositie DE SCHELDE